# Frédéric-Émile Simon
Pour les articles homonymes, voir Simon (patronyme).
Frédéric-Émile Simon, né le 8 avril 1805 à Strasbourg où il est mort le 4 juillet 1886, est un graveur, lithographe et imprimeur né français et d'origine strasbourgeoise.

## Biographie
Frédéric-Émile est formé par son père, né à Strasbourg, Frédéric Sigismond Simon (22 août 1774 - ?), qui y ouvre un atelier en 1802 produisant des vignettes gravées sur cuivre ; le 26 mars 1823 il obtient une patente l'autorisant à produire des lithographies à partir du cuivre. Il prend sa retraite en 1833, et son fils reprend la direction de l'imprimerie.
Il met au point en 1855 un procédé appelé « cartégraphie ».
Il meurt le 4 juillet 1886 à Strasbourg (Empire allemand).
Il est crédité comme inventeur de la chromolithographie.

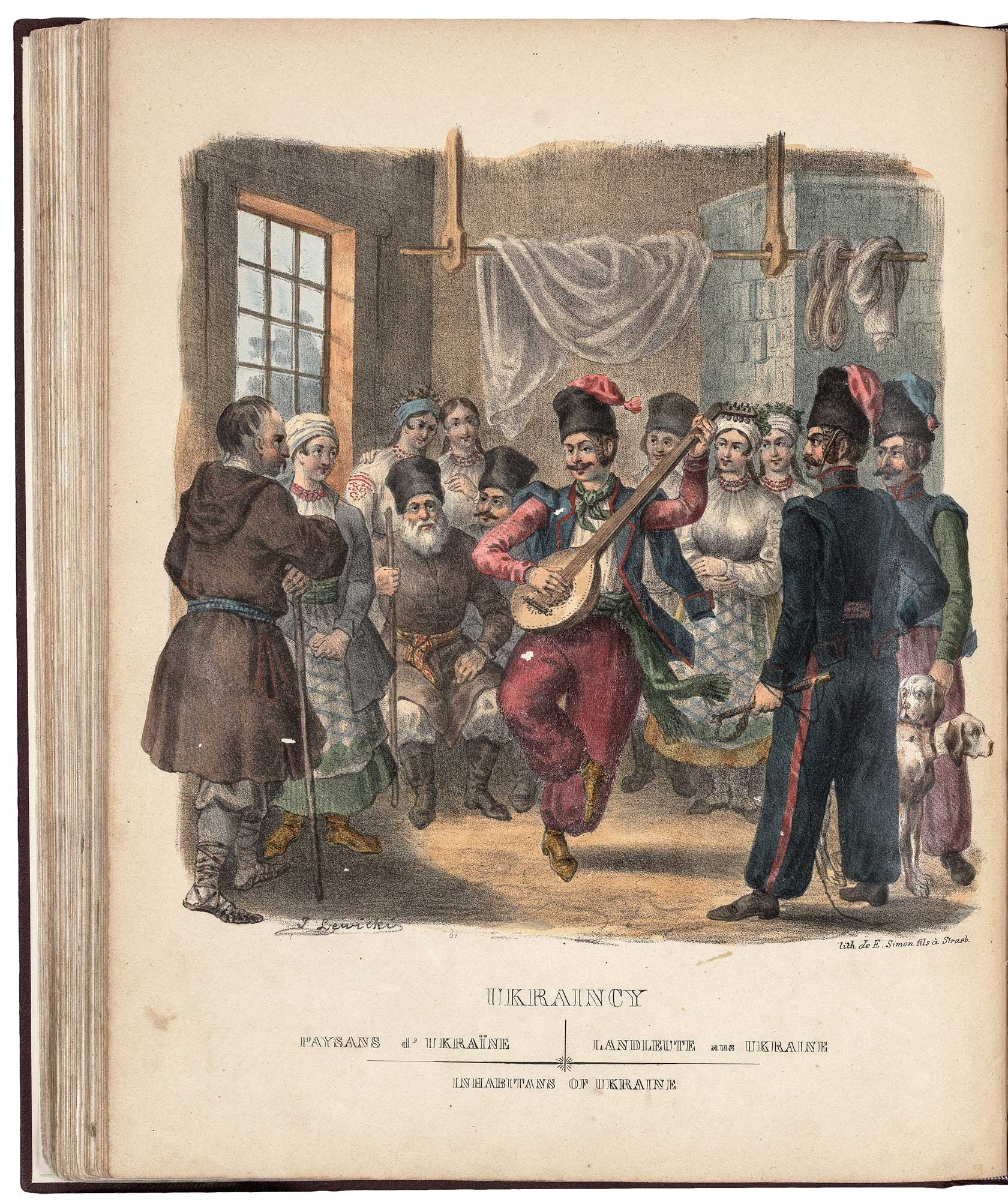
Les Costumes du Peuple Polonais, lithographie de Simon d'après Jan Lewicki.
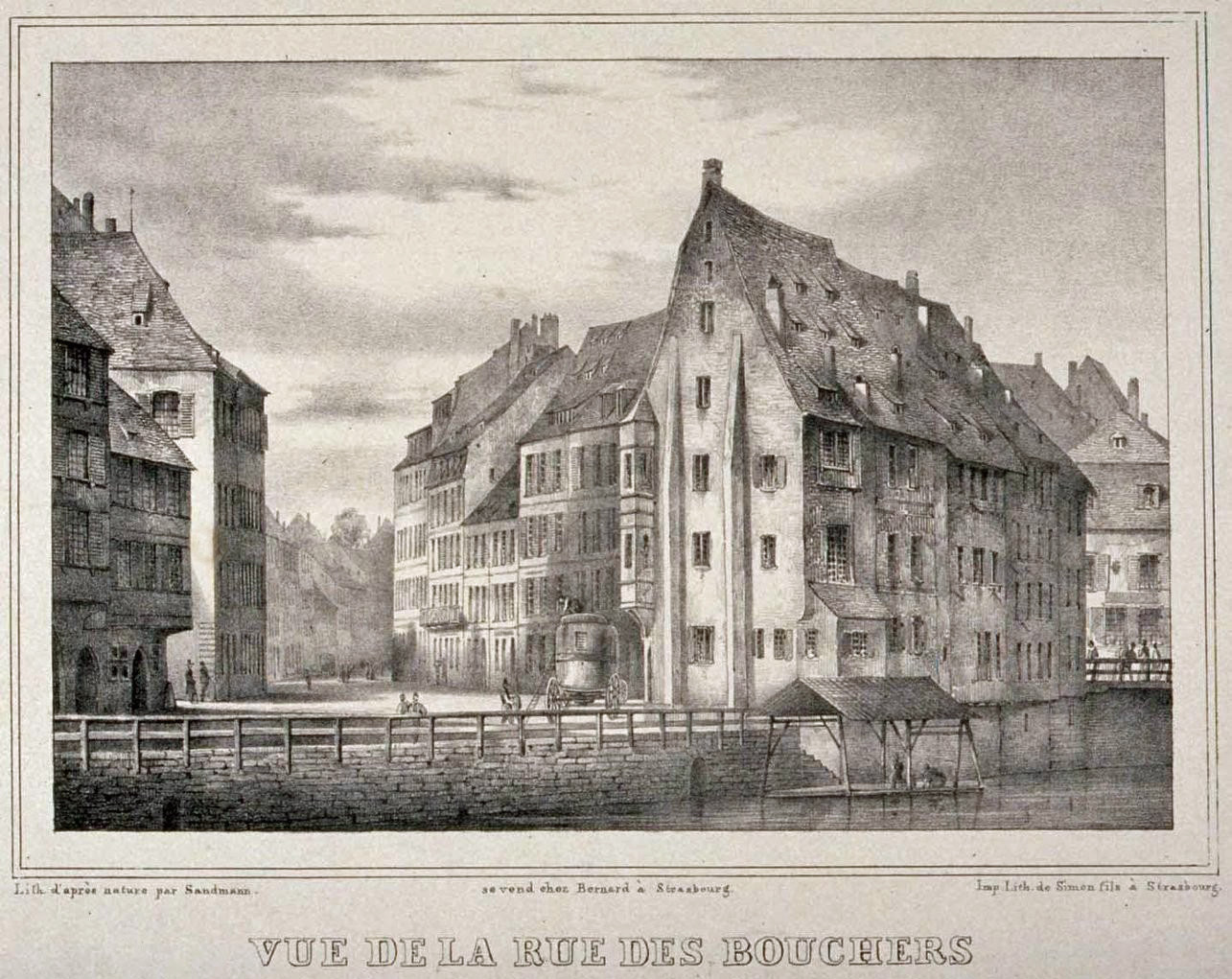
Vue de la rue des Bouchers, lithographie de Franz Josef Sandmann (de) imprimée par Simon.